# Duarte de Meneses, Conde de Viana
D. Duarte de Meneses (Lisboa, 1414 – Serra de Benacofu, Marrocos, 29 de janeiro de 1464) foi um militar e nobre português, filho natural de Pedro de Menezes, 1.º Conde de Vila Real.

## Biografia
Sendo filho natural, foi sua meia-irmã, D. Brites de Meneses, quem herdou do pai a Casa de Vila Real. No entanto, D. Duarte de Meneses, pelo seu valor militar veio a obter do rei diversas honras e títulos, vindo a ser 3.º Conde de Viana (do Alentejo), 2.º Conde de Viana (da Foz do Lima) e 1.º capitão de Alcácer-Ceguer a 23 de Outubro de 1458, que capitaneou até sua morte.

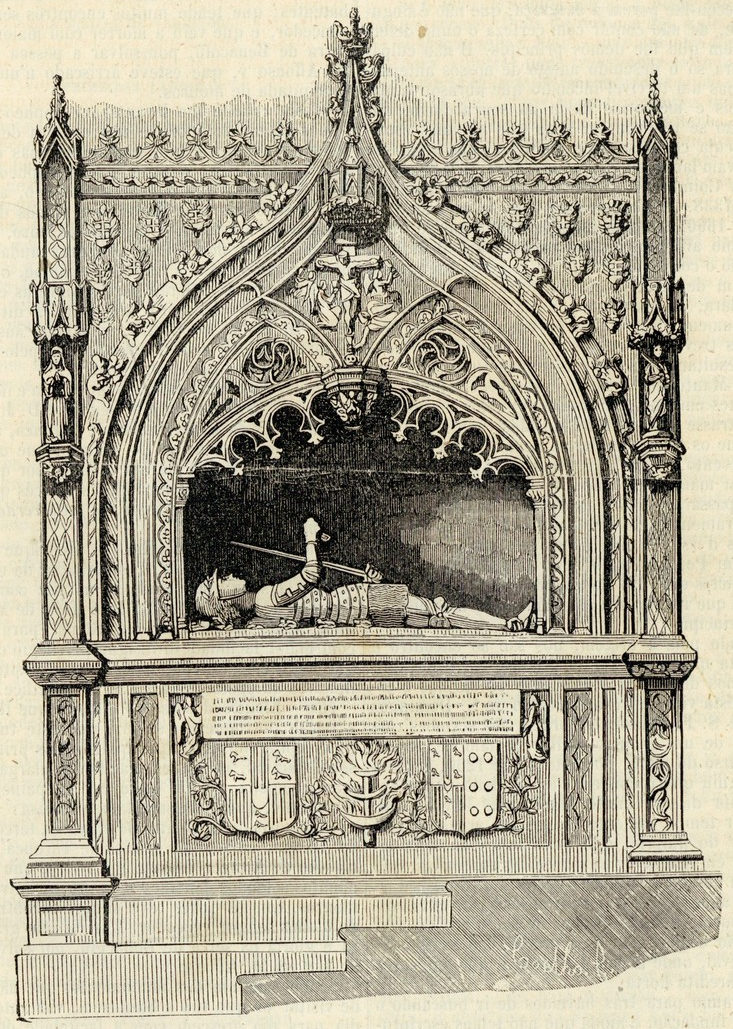
O túmulo de D. Duarte de Meneses no Convento de S. Francisco em Santarém, em gravura de 1860. O túmulo é transladado para a Igreja de São João de Alporão em 1928.

Deu a vida para proteger D. Afonso V na serra de Benacofu, aquando da deslocação do rei ao norte de Marrocos.
Os seus feitos foram motivo de uma crónica, escrita por Gomes Eanes de Azurara, cujo título é precisamente «Crônica do Conde D. Duarte de Meneses», obra relativa ao capitão de Alcácer Ceguer a partir de 1458 até 1464, tendo sido escrita entre 1464-1468.
Aí ele descreve o carácter, as virtudes e o físico do conde D. Duarte, apontando-o como um homem destinado ao uso das armas “nos feitos da cauallarya”, de grande autoridade e senhorio, devoto a Deus e à sua lei, justo, honrado e fiel.

## Família
Casou duas vezes. A primeira com Isabel de Melo, filha de Martim Afonso de Melo, 1.º Senhor de Arega e Barbacena. Deste casamento nasceu uma filha:
1. D. Maria de Meneses, que casou com D. João de Castro, 2.º Conde de Monsanto.

Do segundo casamento com D. Isabel de Castro, filha de D. Fernando de Castro, 1.º Senhor do Paul do Boquilobo, irmã de D. Álvaro de Castro, 1.º Conde de Monsanto, e tia paterna de D. João de Castro, seu genro, teve a seguinte descendência:
1. D. Henrique de Meneses, 4.º conde de Viana (do Alentejo), 3.º conde de Viana (da Foz do Lima), 1.º conde de Loulé;
2. D. Garcia de Meneses, bispo de Évora;
3. D. Fernando de Meneses, o Narizes, de quem descendem os Marqueses de Valada. Pai do capitão de Tânger D. Duarte de Meneses o d'Évora;
4. D. João de Meneses, 1.º conde de Tarouca, pai de D. Duarte de Meneses governador da Índia;
5. D. Leonor, freira em Aveiro.[2]

### D. Isabel de Castro e o cerco de Alcácer-Ceguer
Ficou conhecido o papel de D. Isabel de Castro num cerco de Alcácer-Ceguer conduzido pelo rei de Fez:
Sendo Capitão de Alcacer, em Africa, D. Duarte de Menezes, mandou vir de Portugal a sua mulher a Senhora D. Isabel de Castro; e chegando ella a tempo em que aquella Praça estava cercada por ElRei de Fez, com duzentos mil homens, tão pouco a intimidou um tal apparato bellico, que sem fazer caso delle, logo que vio a seu marido, lhe deo signal de que era vinda. Veio-a elle buscar com igual animo, e as primeiras palavras que ouvio de sua esposa, forão estas: Folga muito de oir em tão boa occasião para vos ajudar. Apenas disse isto, entrou na Praça, e começou logo a conduzir pedra, cal, agua, &c. E quando havia alguma suspensão de armas, voltava-se a tratar dos feridos, ministrando-lhes os refrescos de que necessitavão. Moveo tanto este exemplo ás mulheres da terra, que determinando-se a imita-lo, forão grande parte com a sua diligencia, para que a Praça se defendesse com todo o vigor, retirando-se.